# Молодовське сільське поселення (Стрітенський район)
Моло́довське сільське поселення (рос. Молодовское сельское поселение) — сільське поселення у складі Стрітенського району Забайкальського краю Росії.
Адміністративний центр — село Молодовськ.

## Населення
Населення сільського поселення становить 545 осіб (2019; 678 у 2010, 857 у 2002).

## Склад
До складу сільського поселення входять:
| Населений пункт  | Населення, осіб (2002) | Населення, осіб (2010) |
| ---------------- | ---------------------- | ---------------------- |
| Єралга, село     | 64                     | 35                     |
| Ломи, село       | 438                    | 360                    |
| Молодовськ, село | 355                    | 283                    |